# Michaj Burano
Michaj Burano, znany także jako John Mike Arlow, Michael Michaj i Steve Luca, właśc. Wasyl Michaj (ur. 29 października 1944 w Taszkencie) – polski muzyk, wokalista i kompozytor pochodzenia romskiego, ponadto autor tekstów piosenek i aktor. Jeden z najpopularniejszych wykonawców bigbitu.

## Życiorys
Urodził się w rodzinie należącej do romskiej grupy etnicznej Lowarów. Występować zaczął w wieku sześciu lat (ok. 1950) w kierowanym przez ojca zespole Cyganów mołdawskich (Zespół Pieśni i Tańca Cyganów Mołdawskich). Podczas trasy koncertowej po Polsce w 1952 rodzina osiedliła się na przedmieściach Lublina, gdzie zamieszkali w dzielnicy Kośminek. Stamtąd Wasyl wyjechał do Gdańska, gdzie dostrzegł go Franciszek Walicki. Występy zaczął z grupą Rhythm and Blues w roku 1959. Wtedy też przyjął pseudonim artystyczny Burano (po romsku „burza”).
Jego kariera zaczęła się od występów z zespołem Czerwono-Czarni, którego był solistą w latach 1960–1963, a później występował z grupą Niebiesko-Czarni (1963-1966). W grudniu 1963 został zaproszony do paryskiej Olympii, gdzie występował ze swym zespołem jako pierwszy artysta zza żelaznej kurtyny. Razem z Niebiesko-Czarnymi odniósł spory sukces na kilku festiwalach muzycznych we Francji. Pod pseudonimem Steve Luca nagrywał płyty dla wytwórni RCA.
W marcu 1968 wrócił do Polski i zaczął eksperymentować z własną formacją Burano & Leske Rom. Zespół zyskał sporą popularność. W październiku 1968 wyjechał do Francji, gdzie kontynuował karierę pod nowym pseudonimem John Mike Arlow. Dla wytwórni Barclay nagrał m.in. „My Sweet Angel”, „Go Ami Go”, „My Obsession”, „Smile Your Tears Away”, „Bessie” i „Geloso”.
W 1975 przeniósł się do Los Angeles i tam założył własną wytwórnię płytową Arlow Land. W tym samym roku wrócił na krótko do Polski. Ostatni raz w kraju wystąpił na Międzynarodowym Festiwalu Piosenki w Sopocie w 1986, po czym zamieszkał w USA.

### Burano and Leske Rom
Burano and Leske Rom – zespół, w którego składzie grali m.in. Mirosław Męczyński (gitara; Pięciu), Wiesław Wilczkiewicz (gitara; Dżamble), Janusz Zieliński (gitara basowa; Breakout), Andrzej Ibek (fortepian, organy; Dżamble), Tadeusz Danielewicz (skrzypce), Zbigniew Irzeński (saksofon), Bogusław Kot-Mazurkiewicz (trąbka), Benedykt Radecki (perkusja, Dżamble), Aleksander Bem (perkusja; Pięciu) i Grzegorz Byczkowski (gitara akustyczna). Zespół nagrał utwory dla Studia Rytm, jednak szybko rozpadł się wskutek wyjazdu Burano do Francji.

## Nagrody i wyróżnienia
- 1964 – wyróżnienie na KFPP w Opolu
- 1972 – II nagroda na Festiwalu piosenki w Tokio (Japonia), dalsze miejsca w konkursie zajęli Julio Iglesias i Richard Springfield

## Dyskografia
Solowa
- 1963 Michaj Burano, Czerwono-Czarni (EP, Pronit N-0238)
- 1964 Michaj Burano (SP, Muza SP-113)
- 1964 Michaj Burano (EP, Pronit N-0324)
- 1965 Michaj Burano, Niebiesko-Czarni (Pocztówka, Ruch R--0020)
- 1965 Michaj Burano (EP, Muza N-0382)
- 1990 Gwiazdy mocnego uderzenia: Michaj Burano (LP, Muza SX-2798)
- 1992 Michaj Burano: Największe przeboje (CD)

Składanki
- 1962 Michaj Burano / Bogusław Wyrobek (SP, Pronit SP-54)
- 1962 Czerwono-Czarni: The twist (EP, Muza N-0198)
- 1963 Z melodią i piosenką dookoła świata (2) (LP, Pronit XL-0174)
- 1964 Michaj Burano (EP, Pronit N-0324)
- 1965 Z melodią i piosenką dookoła świata (6) (LP, Pronit XL-0202)
- 1985 Niebiesko-Czarni: Niebiesko-Czarni – Z archiwum polskiego beatu vol. 3 (LP, Muza SX-2212)
- 1986 Old Rock Meeting A.D. 1986 (LP, Poljazz KPSJ-013)
- 1986 Czy nas jeszcze pamiętasz? (LP, Muza SX-2505/6)
- 1990 Gwiazdy mocnego uderzenia (LP, Muza SX-2800)
- 1991 Złote lata polskiego beatu 1959-61 (LP, Muza SX-3003)
- 1991 Złote lata polskiego beatu 1962 (LP, Muza SX-3004)
- 1991 Złote lata polskiego beatu 1963 (LP, Muza SX-3005)
- 1991 Złote lata polskiego beatu 1964 (LP, Muza SX-3006)
- 1991 Złote lata polskiego beatu 1965 vol. 2 (LP, Muza SX-3048)

## Najważniejsze piosenki
- Ballada cygańska (Wezmę w drogę złoty księżyc)
- Bassie
- Całe niebo w ogniu
- Dom Wschodzącego Słońca
- Good Time Girl
- Ja po tobie płaczę
- Lucille
- Melancolia
- My Obsession
- My Sweet Angel
- Nie opuszczaj mnie
- Nuna
- Słuchajcie, dziewczęta
- Smutny świat
- Syg, Sygedyr
- Utata Tua
- Zostały mi tylko twoje listy

## Informacje dodatkowe
- Pseudonim Michaj Burano nadał piosenkarzowi Franciszek Walicki.
- Znany również pod nieoficjalnym pseudonimem Buhaj Mirano
- Wystąpił w filmie wojennym Ranny w lesie (1963, premiera 1964, reż. Janusz Nasfeter) w roli Strzelca „Apollo”, oraz w filmie Nikt nie woła (1960, reż. Kazimierz Kutz)
- Wielki przebój Michaja Burano – Lucille (a ściślej mówiąc, polską wersję przeboju Little Richarda) – zaśpiewał w przedstawieniu muzycznym Grosik 2 warszawskiego Teatru Studio Buffo aktor i piosenkarz Michał Milowicz.